# Liste der Biografien/Fise
Liste der Biografien |
Portal Biografien |
Personensuche
# |
A |
B |
C |
D |
E |
F |
G |
H |
I |
J |
K |
L |
M |
N |
O |
P |
Q |
R |
S |
T |
U |
V |
W |
X |
Y |
Z |
?
 
Fa |
Fe |
Ff |
Fh |
Fi |
Fj |
Fk |
Fl |
Fm |
Fn |
Fo |
Fr |
Ft |
Fu |
Fy
 
Fia |
Fib |
Fic |
Fid |
Fie |
Fif |
Fig |
Fih |
Fii |
Fij |
Fik |
Fil |
Fim |
Fin |
Fio |
Fip |
Fiq |
Fir |
Fis |
Fit |
Fiu |
Fiv |
Fix |
Fiz
 
Fisa |
Fisb |
Fisc |
Fise |
Fish |
Fisi |
Fisk |
Fisl |
Fism |
Fiso |
Fisq |
Fiss |
Fist |
Fisu |
Fisz
Die Liste der Biografien führt alle Personen auf, die in der deutschsprachigen Wikipedia einen Artikel haben. Dieses ist eine Teilliste mit 12 Einträgen von Personen, deren Namen mit den Buchstaben „Fise“ beginnt.

## Fise

### Fisei
- Fiseisky, Alexander (* 1950), russischer Organist und Musikwissenschaftler

### Fisek
- Fişek, Hayrullah (1885–1975), türkischer Militär und Politiker
- Fişek, Nusret (1914–1990), türkischer Arzt und Menschenrechtler

### Fisel
- Fisel, Wolfgang (* 1963), deutscher Fußballspieler

### Fisen
- Fisenne, Josef von (1902–1987), deutscher Apothekerfunktionär und Politiker (CDU)
- Fisenne, Lambert von (1852–1903), deutscher Architekt und Autor

### Fiser
- Fišer, Bohumil (1943–2011), tschechischer Kardiologe und Politiker
- Fišer, Luboš (1935–1999), tschechischer Komponist und Regisseur
- Fišera, František (1900–1982), tschechoslowakischer Skilangläufer
- Fišera, Miloš (* 1950), tschechoslowakischer Radrennfahrer

### Fiset
- Fiset, Eugène (1874–1951), kanadischer Politiker, Vizegouverneur von Québec
- Fiset, Stéphane (* 1970), kanadischer Eishockeytorwart